# Wapen van Idaard

Wapen van Idaard

Het wapen van Idaard is het dorpswapen van het Nederlandse dorp Idaard, in de Friese gemeente Leeuwarden. Het wapen werd in 1986 geregistreerd.

## Beschrijving
De blazoenering van het wapen in het Fries luidt als volgt:
Trochsnijd: I. yn sulver twa reade roazen; II. yn blau in sulveren swan dy't swimt, in reade snaffel en swarte knobbel.
De Nederlandse vertaling luidt als volgt: 
Doorsneden: I. in zilver twee rode rozen; II. in blauw een zilveren zwaan die zwemt, een rode snavel en zwarte knobbel.
De heraldische kleuren zijn: zilver (zilver), keel (rood), azuur (blauw) en sabel (zwart).

## Symboliek
- Rozen: afkomstig uit het wapen van de familie Van Scheltinga. Deze familie bewoonde de Friesma State bij het dorp.[2]
- Zwaan: overgenomen uit het wapen van de familie Friesma, naamgever van de Friesma State.[2]

Het wapen van Van Scheltinga.

## Zie ook

Vlag van Idaard